# مارغو سميث
مارغو سميث (بالإنجليزية: Margo Smith)‏ هي كاتبة غنائية وموسيقية ومغنية أمريكية، ولدت في 9 أبريل 1942 في دايتون في الولايات المتحدة.

## وصلات خارجية
- مارغو سميث على موقع IMDb (الإنجليزية)
- مارغو سميث على موقع ميوزك برينز (الإنجليزية)
- مارغو سميث على موقع أول ميوزيك (الإنجليزية)